# OTUB1
OTUB1 (англ. OTU deubiquitinase, ubiquitin aldehyde binding 1) – білок, який кодується однойменним геном, розташованим у людей на короткому плечі 11-ї хромосоми. Довжина поліпептидного ланцюга білка становить 271 амінокислот, а молекулярна маса — 31 284.
| 10         |  | 20         |  | 30         |  | 40         |  | 50         |
| ---------- |  | ---------- |  | ---------- |  | ---------- |  | ---------- |
| MAAEEPQQQK |  | QEPLGSDSEG |  | VNCLAYDEAI |  | MAQQDRIQQE |  | IAVQNPLVSE |
| RLELSVLYKE |  | YAEDDNIYQQ |  | KIKDLHKKYS |  | YIRKTRPDGN |  | CFYRAFGFSH |
| LEALLDDSKE |  | LQRFKAVSAK |  | SKEDLVSQGF |  | TEFTIEDFHN |  | TFMDLIEQVE |
| KQTSVADLLA |  | SFNDQSTSDY |  | LVVYLRLLTS |  | GYLQRESKFF |  | EHFIEGGRTV |
| KEFCQQEVEP |  | MCKESDHIHI |  | IALAQALSVS |  | IQVEYMDRGE |  | GGTTNPHIFP |
| EGSEPKVYLL |  | YRPGHYDILY |  | K          |  |            |  |            |

A: Аланін

C: Цистеїн

D: Аспарагінова кислота

E: Глутамінова кислота

F: Фенілаланін

G: Гліцин

H: Гістидин

I: Ізолейцин

K: Лізин

L: Лейцин

M: Метіонін

N: Аспарагін

P: Пролін

Q: Глутамін

R: Аргінін

S: Серин

T: Треонін

V: Валін

Кодований геном білок за функціями належить до гідролаз, протеаз, тіолових протеаз, фосфопротеїнів. 
Задіяний у таких біологічних процесах, як адаптивний імунітет, імунітет, пошкодження ДНК, репарація ДНК, убіквітинування білків, ацетилювання, альтернативний сплайсинг. 
Локалізований у цитоплазмі.